# Kunfehértó
Kunfehértó is een plaats (község) en gemeente in het Hongaarse comitaat Bács-Kiskun. Kunfehértó telt 2307 inwoners (2002).